# Gerard Martín
Gerard Martín Langreo (* 26. Februar 2002 in Esplugues de Llobregat, Katalonien) ist ein spanischer Fußballspieler. Der Linksverteidiger steht beim FC Barcelona unter Vertrag.

## Karriere

### Verein
Nach Stationen bei EF Performance und CE Sant Gabriel wechselte Martín 2018 in jungen Jahren zu UE Cornellà, wo er schließlich im Januar 2021 erstmals im Seniorenfußball in der drittklassigen Primera Federación zum Einsatz kam. Er unterschrieb im Juli 2023 bei FC Barcelona Atlètic, der zweiten Mannschaft des FC Barcelona, wo er in der Saison 2023/2024 sofort Stammspieler wurde. Zur Saison 2024/25 wurde er in die erste Mannschaft befördert und gab sein Debüt in La Liga am 17. August 2024 bei einem 2:1-Auswärtssieg gegen den FC Valencia. Im folgenden Januar verlängerte er seinen Vertrag bis 2028, nachdem er in der Hinrunde in 18 Spielen zum Einsatz gekommen war.

### Nationalmannschaft
Er gab sein Debüt für die U-21-Auswahl Spaniens am 21. März 2025 bei einem Freundschaftsspiel gegen Tschechien, welches mit einem 2:2-Unentschieden endete.

## Titel
- Spanischer Meister: 2025
- Spanischer Pokalsieger: 2025
- Spanischer Supercupsieger: 2025